# 度会県

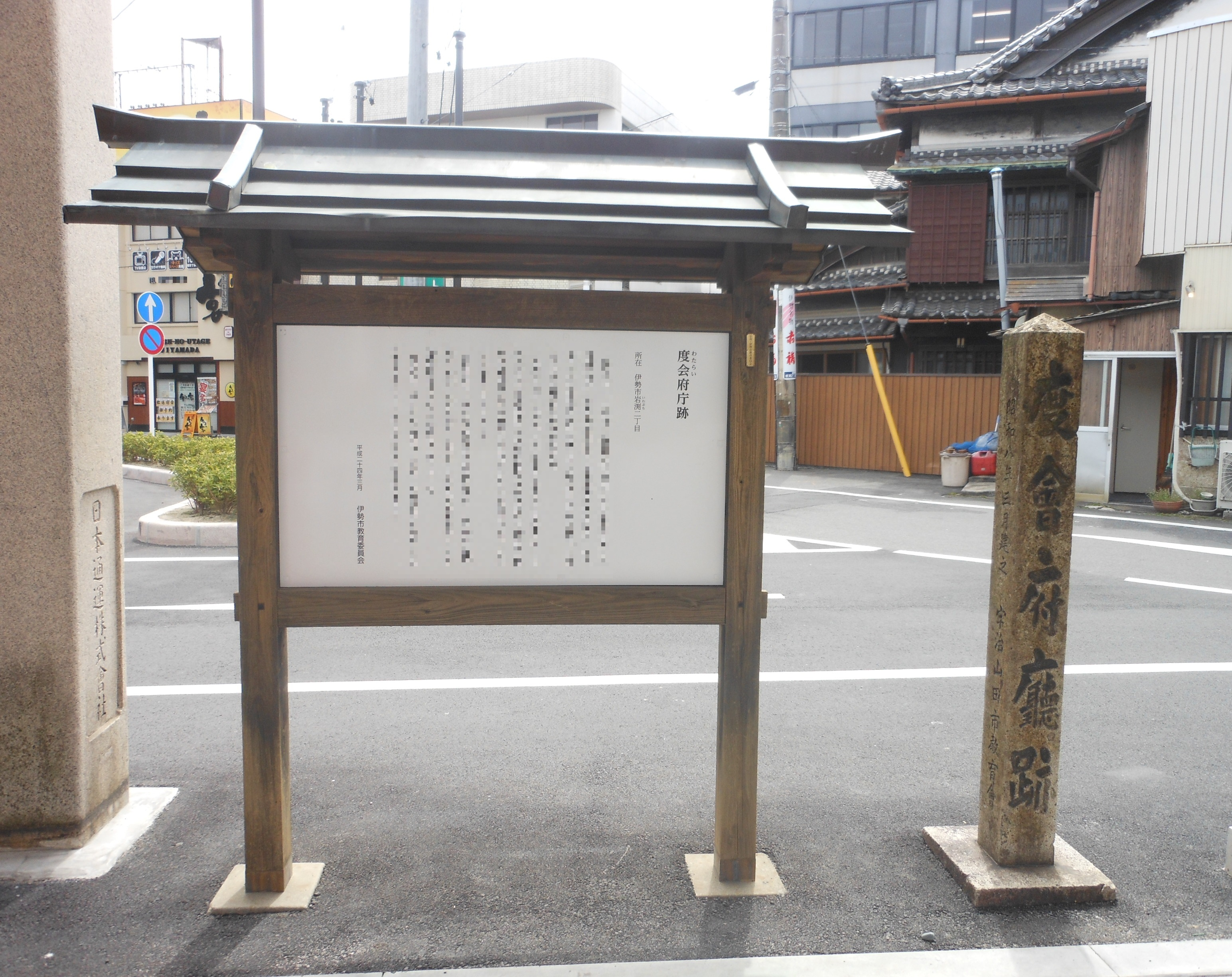
度会府庁跡（伊勢市岩渕二丁目近鉄宇治山田駅前、2013年4月撮影）

度会県（わたらいけん）は、現在の三重県の一部を管轄した県。本項では発足時の名称である度会府（わたらいふ）についても記す。

## 概要
1868年（慶応4年）に伊勢国内の天領（旧・幕府領、旧・旗本領）および伊勢神宮領などを管轄するために明治政府によって設置された。管轄地域は、当初は現在の三重県全域に分布していたが、第1次府県統合後は三重県南部のみとなった。1876年（明治9年）の第2次府県統合で三重県と統合され、廃止された。

## 歴史
- 慶応4年
  - 7月6日（1868年8月23日） - 新政府が度会郡小林村（現・伊勢市御薗町小林）の山田奉行所に度会府を設置。
  - 11月 - 府庁が度会郡山田一ノ木町（現・伊勢市一之木）の三方会合所に移転。
- 明治2年
  - 7月17日（1869年8月24日） - 「府」は東京・京都・大阪に限るとした太政官布告により度会県に改称。
  - 8月2日（1869年9月7日） - 伊勢国内の笠松県（旧・美濃郡代）・大津県（旧・信楽代官所）の管轄地域を編入せよとの太政官達が出される。
  - 9月12日（1869年10月16日） - 伊勢国内の大津県の管轄地域が引き渡される。
- 明治3年
  - 2月3日（1870年3月4日） - 伊勢国内の笠松県の管轄地域が引き渡される。
  - 6月 - 県庁舎を度会郡山田岩淵町箕曲（現在の伊勢市岩渕二丁目）に新築する[1]。
  - 3月13日（1870年4月13日） - 名古屋藩取締地（旧・桑名藩領）を管轄。
  - 10月 - 伊勢国内の一宮藩領を管轄。
- 明治4年
  - 1月 - 徳川宗家の駿河府中藩への転封にともなう長島藩の領地替えにより、桑名郡の管轄地域の一部を同藩に移管。
  - 11月22日（1872年1月2日） - 第1次府県統合により伊勢国の一部（一志郡・飯高郡・飯野郡・多気郡・度会郡）・志摩国の全域・紀伊国牟婁郡の一部（概ね熊野川・北山川以東、後の北牟婁郡・南牟婁郡）の区域をもって、改めて度会県が発足。引き続き、県庁を度会郡山田岩淵町箕曲に設置。
- 明治5年（1872年） - 3月から4月にかけて、上記区域内の久居県・津県・鳥羽県・和歌山県・新宮県・吹上県の管轄地域が引き渡される。
- 明治9年（1876年）
  - 4月18日 - 第2次府県統合により三重県に編入。同日度会県廃止。旧度会県庁は三重県庁の山田支庁となる[2]。
  - 12月 - 伊勢暴動により山田支庁が焼失する[2]。
- 平成30年（2018年）
  - 8月20日 - 三重県南部地域の関係人口を募る仕組みとして公式サイトを開設し、バーチャル上で復活する[3]。同年9月25日現在、度会県民の登録者数は505人（三重県南部地域活性化推進課調べ）[4]。
  - 10月13日 - 公式サイトの初のオフ会「度会県民の集い」が東京・日本橋の三重テラスで開催される[4]。

## 管轄地域

### 第1次府県統合以前
- 伊勢国
  - 桑名郡のうち
  - 員弁郡のうち
  - 三重郡のうち
  - 鈴鹿郡のうち
  - 河曲郡のうち
  - 多気郡のうち
  - 度会郡のうち

### 第1次府県統合以降
- 伊勢国
  - 一志郡
  - 飯高郡
  - 飯野郡
  - 多気郡
  - 度会郡
- 志摩国一円
- 紀伊国
  - 牟婁郡の一部（後の南牟婁郡・北牟婁郡）

## 歴代知事

### 度会府
| 職名 | 氏名     | 就任                           | 退任                            | 備考   |
| ---- | -------- | ------------------------------ | ------------------------------- | ------ |
| 知事 | 橋本実梁 | 慶応4年7月6日（1868年8月23日） | 明治2年7月17日（1869年8月24日） | 元公家 |

### 度会県
| 職名   | 氏名     | 就任                             | 退任                            | 備考         |
| ------ | -------- | -------------------------------- | ------------------------------- | ------------ |
| 知事   | 橋本実梁 | 明治2年7月17日（1869年8月24日）  | 明治4年11月22日（1872年1月2日） | 前度会府知事 |
| 権令   | 橋本実梁 | 明治4年11月22日（1872年1月2日）  | 明治5年2月17日（1872年3月25日） | 前度会県知事 |
| 参事   | 安岡良亮 | 明治4年12月18日（1872年1月27日） | 明治6年（1873年）5月3日         | 元土佐藩郷士 |
| 権参事 | 下山尚   | 明治4年11月22日（1872年1月2日）  | 明治8年（1875年）12月7日        | 元福井藩士   |
| 権令   | 久保断三 | 明治7年（1874年）9月20日         | 明治9年（1876年）4月18日        | 元山口藩士   |

## 度会県プロジェクト
三重県では県南部の関係人口を増やすことなどを目的として2018年（平成30年）8月から「度会県プロジェクト」を実施した。このプロジェクトで三重県は「度会県復活」のPRを行い、プロジェクトの登録者である「度会県民」が地元の祭りに参加したり、都内などで交流するイベントなどが催された。三重県では各市町で同様の取り組みが進んでいるとして2022年度（令和4年度）末で同プロジェクトを終了する方針を固めた。